# 1044

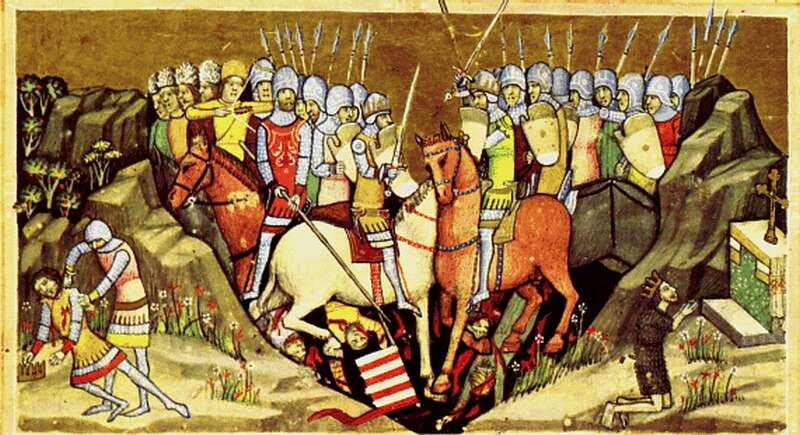
Slag bij Ménfő

Het jaar 1044 is het 44e jaar in de 11e eeuw volgens de christelijke jaartelling.

## Gebeurtenissen
- Anawrhata sticht Pagan, het eerste Birmaanse koninkrijk.
- 6 juli - Slag bij Ménfő: Hendrik III van Duitsland verslaat Sámuel Aba van Hongarije en zet Peter Orseolo terug op de troon. Samuel wordt op de vlucht gedood.
- september - Paus Benedictus IX wordt door de bevolking uit Rome verdreven.
- 7 april - Boudewijn V van Vlaanderen wordt door keizer Hendrik III op een hofdag te Goslar het markgraafschap toegewezen tussen Schelde en Dender, inbegrepen het Land van Dendermonde.
- Harold Godwinson wordt earl van East Anglia.

- Peter Ursoleo wordt voor de tweede keer koning van Hongarije (r. 1038-1041, 1044-1046) na de nederlaag van Sámuel Aba bij Ménfő.
- De oorlog tussen de Chinese Song dynastie die het zuiden beheerst en het Tangut rijk van Xi Xia loop slecht af voor de Song. Na een verpletterende nederlaag waarbij 20.000 Song-soldaten sneuvelen ziet de Song zich gedwongen een vernederend verdrag te tekenen waarbij men zich verplicht jaarlijks 135.000 rollen zijde, 2 ton zilver en 13 ton thee te betalen.[1]

## Opvolging
- patriarchaat van Antiochië: Dionysius IV Yahya niet opgevolgd
- Hongarije: Samuel Aba opgevolgd door Peter Orseolo
- Neder-Lotharingen: Gozelo de Grote opgevolgd door zijn zoon Gozelo II
- Opper-Lotharingen en Hamaland: Gozelo de Grote opgevolgd door zijn zoon Godfried II
- bisdom Noyon: Hugo opgevolgd door Boudewijn
- Perche en Châteaudun: Hugo I opgevolgd door zijn broer Rotrud II (jaartal bij benadering)
- Tours: Theobald III van Blois opgevolgd door Godfried II van Anjou

## Overleden
- 19 april - Gozelo de Grote, hertog van Neder- en Opper-Lotharingen (1023/1033-1044)
- 5 juli - Samuel Aba, koning van Hongarije (1041-1044)
- Mathilde van Friesland (~20), echtgenote van Hendrik I van Frankrijk
- Godfried II, graaf van Gâtinais (jaartal bij benadering)
- Hendrik, markgraaf van Monferrato (jaartal bij benadering)